# Copa da Escócia de 1950–51
A Copa da Escócia de 1950-51 foi a 66º edição do torneio mais antigo do futebol da Escócia. O campeão foi o Celtic F.C., que conquistou seu 16º título na história da competição ao vencer a final contra o Motherwell F.C., pelo placar de 1 a 0.

## Premiação
| Copa da Escócia de 1950-51       |
| Escócia                          |
| -------------------------------- |
| Celtic F.C. Campeão (16º título) |